# Светлана Алилуева
Светлана Йосифовна Алилуева (на руски: Светла́на Ио́сифовна Алилу́ева; на грузински: სვეტლანა ალილუევა), родена Сталина, в емиграция Лана Питерс (на английски: Lana Peters), е съветски филолог (кандидат на филологическите науки), преводач, мемоарист.
Известна е преди всичко като дъщеря на Й. В. Сталин, за чийто живот е оставила редица творби в жанра на мемоарите. През 1967 г. и 1986 г. емигрира от СССР в САЩ. До смъртта си през 2011 г. тя е последното оцеляло дете на Сталин.

## Биография

### В СССР
Светлана е дъщеря на съветския партиен и държавен ръководител Йосиф Сталин и втората му съпруга, Надежда Алилуева. Сталин се жени за Надежда Алилуева през 1919 г. Надежда се самоубива на 9 ноември 1932 г. Семейство Сталин има две деца. Синът им Василий (1921 – 1962) е военен летец през Втората световна война и заминава за фронта като капитан. Става генерал-майор (1946) и генерал-лейтенант (1950), командващ ВВС в Московския военен окръг. След смъртта на Йосиф Сталин е осъден и лежи в затвор 7 години. Приема фамилното име Джугашвили на Сталин (по рождение).
В детството по-голямо влияние върху Светлана оказва нейната бавачка Александра Андреевна, която преди това е работила в семейството на драматурга Николай Евреинов.
На 15 август 1942 г. Уинстън Чърчил вижда Светлана в частните апартаменти на Сталин в Кремъл, описвайки я като „красиво червенокосо момиче, което целуна баща си прилежно, а той ме погледна с блясък в очите“.
Светлана завършва с отличие 25-то образцово училище в Москва, където учи през 1932 – 1943 г. След училище тя е щяла да влезе в Литературния институт, но баща ѝ не хареса нейния избор. Постъпва във филологическия факултет на Московския държавен университет „Михаил Ломоносов“, където учи една година. Тя се разболява, след което се връща в първи курс, но вече в Историческия факултет. Светлана избира да специализира в катедрата по нова и най-нова история, изучава Германия. Според спомените на И. Бружеставицки специализира в САЩ при професор Л. И. Зубок. Бружеставицки е учил с нея в същата група 3 години и споделя:
| „ | Тя беше скромна, тиха млада жена с много красива тъмночервена коса. Стараеше се да не привлича вниманието към себе си, не влизаше в студентски компании, приятелстваше само с едно момиче, Лена (Ленина) Мелник. От ученическите си години, тя говореше два чужди езика – английски и немски. | “ |

Завършва Историческия факултет на Московския държавен университет (1949 г.) и аспирантура в Академията на обществените науки при ЦК на КПСС. През 1954 г. защитава дисертация „Развитието на модерните традиции на руския реализъм в съветския роман“ и става кандидат на филологическите науки. Работила е като преводач от английски език и литературен редактор, превела е няколко книги, включително произведенията на английския философ-марксист Джон Луис.
Светлана има бурен живот. През 1942 г., на 16 години, се влюбва в 38-годишния съветско-еврейски режисьор Алексей Каплер. Сталин е изключително несъгласен с тази връзка и по-късно Каплер е осъден на 10 години изгнание в град, близо до Арктическия кръг, вероятно заради тази история.
През 1944 г., когато е 18-годишна, Светлана се омъжва за съученика на нейния брат Григорий Морозов, също евреин, от когото ражда сина им Йосиф (1945). По нейните признания, въпреки че баща ѝ обичал внучето, така и не пожелал да види съпруга ѝ. Бракът на Светлана и Григорий е разтрогнат през 1948 г. по разпореждане на Сталин.
През 1949 г. Светлана се омъжва за Юрий Жданов (син на партийния функционер Андрей Жданов), който осиновява сина от предишния ѝ брак. Ражда им се дъщеря Екатерина („Катя“, 1950). Синът Йосиф Алилуев по-късно завършва медицински факултет и работи като кардиолог. Публикувал е повече от 150 статии и монографии за болестите на сърцето. Никога не е давал интервюта и умира на 2 ноември 2008 г. в Москва.
След смъртта на Сталин в спалнята му охраната намира спестовна книжка, в която е имало 900 рубли и я предава на Светлана. След смъртта на баща си през 1953 г. Светлана Сталина работи като лектор и преводач в Москва. Нейното обучение е по история и политическа мисъл, предмет, който е била принудена да изучава от баща си, въпреки че истинската ѝ страст са литературата и писането. Тя работи в Института за световна литература, в сектора за изучаване на съветската литература от 1956 до 1967 г. Подобно на брат си променя името си, като през септември 1957 г. приема фамилията на майка си Алилуева.

### В емиграция
Пристига в Индия на 20 декември 1966 г., съпровождайки праха на своя граждански съпруг (съжител) Браджеш Сингх. На 6 март 1967 г. (един ден след 14-годишнината от смъртта на баща ѝ) Светлана помолва съветския посланик И. Бенедиктов да остане в Индия, но той настоява да се върне в Москва на 8 март и заявява, че тя повече няма да излезе от СССР. Това предизвиква бурен скандал. Още същия ден Алилуева отива в посолството на САЩ с паспорт и багаж и иска политическо убежище. Разрешение да напусне СССР ѝ дава Председателят на Министерския съвет на СССР и член на Политбюро на ЦК на КПСС Алексей Косигин (който преди това не ѝ позволява брак с индиеца) и тя емигрира. Индийското правителство се страхува от осъждане от страна на Съветския съюз, така че незабавно я изпраща от Индия в Рим. Когато полетът на Qantas пристига в Рим, Алилуева веднага пътува по-далеч до Женева, Швейцария, където правителството ѝ урежда туристическа виза и тя получава валиден туристически статут, за да пребивава в тази страна в продължение на 3 месеца. Швейцарските власти са използвали всички необходими средства, за да я настанят на тайни места, да я изолират от обществеността и преди всичко да ѝ попречат да се среща с пресата. Именно през шестте седмици, които тя прекара в Швейцария, се решава съществена част от нейната съдба. Там Джордж Ф. Кенан идва да я намери, за да уреди формалностите по заминаването ѝ за Съединените щати, с помощта на американски и швейцарски адвокати. Алилуева по-специално договаря прехвърлянето на авторски права върху ръкопис, който тя е написала в Москва и взела със себе си. Този текст, автобиография, озаглавена „Двадесет писма до приятел“, е купен от нея в Швейцария от нюйоркското издателство „Harper & Row“ за голяма сума: 1,5 милиона долара. След това парите са преведени по сметки в Съединените щати чрез компании, базирани в Лихтенщайн. Алилуева отпътува за Съединените щати и на 21 април 1967 г. пристига в Ню Йорк, оставяйки големите си деца в СССР: Йосиф на 22 години и Екатерина на 17 г. На 26 април 1967 г. тя дава пресконференция, в която обяснява причините за емигрирането си. По-късно Алилуева заявява:
| „ | ... моето невръщане през 1967 г. се основаваше не на политически, а на човешки мотиви. Нека ви напомня тук, че когато заминавах тогава за Индия, за да занеса праха на моя близък приятел, индиец, нямах намерение да ставам дезертьор, тогава се надявах да се върна у дома след месец. В онези години обаче отдадох почит на сляпото идеализиране на така наречения „свободен свят“ – света, с който моето поколение беше напълно непознато. | “ |

Преместването на Запад и последвалото публикуване на нейната книга „Двадесет писма до приятел“ (1967), където Светлана си спомня баща си и живота в Кремъл, предизвиква световна сензация (според някои твърдения тази книга ѝ донася около 2,5 милиона долара. Както си спомня братовчедът на Светлана, Владимир Федорович Алилуев, тя написва първата си книга „Двадесет писма до приятел“ още в СССР; едно от копията на ръкописа е откраднато и предадено на съветския журналист Виктор Луис, който тайно пренася книгата на Запад и публикува откъси от нея в немското списание „Щерн“, като умишлено изопачава редица факти; книгата „Само една година“ е написана „под диктовката на опитни „специалисти“. Според него, оказвайки се на Запад, Светлана, както самата тя съобщава, веднага попада под строг контрол. Паричните дела на С. Алилуева в чужбина са успешни. Журналната версия на нейните мемоари „Двадесет писма до приятел“ е продадена на хамбургския седмичник „Der Spiegel“ за 480 хиляди марки, което, преведено в долари, възлиза на 122 хиляди (в СССР, според нейната племенница Надежда, Сталин ѝ оставя само 30 хиляди рубли). След като напуска родината си, Алилуева живее с парите, които спечелва като писател, и с дарения, получени от граждани и организации.
В книгата си „Само една година“ Светлана Алилуева описва, че ръкописът на книгата „Двадесет писма до приятел“ е отнесен от СССР в Индия по съвет на съпруга ѝ Браджеш Сингх с помощта на посланик Т. Каул през януари 1966 г. В същата книга тя приписва на баща си отговорността за масовото убийство в Катин.
Светлана Алилуева заживява в САЩ. Там през 1970 г. се омъжва за американския архитект Уилям Питърс (1912 – 1991), с когото има дъщеря Олга. След развода им през 1972 г. запазва новото си фамилно име Питърс и вече се представя като Лана Питърс. През 1978 г. става натурализиран гражданин на САЩ. През 1982 г. се установява във Великобритания и получава британско поданство. Там дава родената си в САЩ дъщеря Олга в квакерско училище-интернат. Самата тя започва да обикаля света.

### Връщане в Съветския съюз
Оказвайки се напълно сама, в края на ноември 1984 г., неочаквано за другите (както самата С. Алилуева пише в книгата „Книга за внучки“ по молба на сина си Йосиф), тя се появява в Москва с дъщеря си. Посрещната е с ентусиазъм от съветските власти и съветското ѝ гражданство веднага е възстановено. Но скоро настъпва разочарование. Алилуева не може да намери общ език нито със сина си, нито с дъщеря си, които е изоставила през 1967 г. Отношенията ѝ със съветското правителство се влошават. Тя се установява в Грузинската ССР – родината на баща си. Там живее в тристаен апартамент от подобрен тип, получава финансова помощ, специална сигурност и право да извика кола (черна „Волга“ постоянно дежури в гаража на Министерския съвет на Грузинската ССР, за да я обслужва). В Грузия Алилуева празнува 60-ия си рожден ден, който е отбелязан в помещенията на музея на Сталин в Гори. Дъщеря ѝ ходи на училище, ходи на конна езда. Учителите у дома преподават на Олга руски и грузински език. Но дори в Грузия Алилуева има много сблъсъци с властите и с бивши приятели.

### Второ отпътуване на Запад
След по-малко от две години с разрешение на съветския ръководител Михаил Горбачов напуска Съветския съюз, заминава отново в Съединените щати на 16 април 1986 г. и се отказва от съветско гражданство.
В САЩ Алилуева се установява в щата Уисконсин. От 1986 г. тя живее основно в САЩ и Англия от социални помощи. През септември 1992 г. се намира в старчески дом в Обединеното кралство. След това тя живее известно време в манастира „Св. Джон“ в Швейцария. През декември 1992 г. е видяна в Лондон в района на Кенсингтън-Челси. Алилуева изготвя документи за право на помощ, за да може след напускане на старческия дом да плати стая. Дъщеря ѝ Олга води самостоятелен живот в Портланд (щат Орегон). През 90-те години на ХХ век прекарва известно време в Бристол, където става католичка през 1993 г. След това се връща в Уисконсин (САЩ), а после живее в Северна Калифорния.
През 2005 г. тя дава интервю за телевизионния канал „Россия“ за филма „Светлана Алилуева и нейните мъже“.
През 2008 г. Алилуева, която толкова дълго отказва да общува с журналисти, участва в 45-минутния документален филм „Светлана за Светлана“ (режисиран от Лана Паршина). По време на интервюто тя иска да откаже да говори на руски, позовавайки се на факта, че не е рускиня (баща ѝ е грузинец, а майка ѝ е дъщеря на германец и циганка). Но въпреки това най-вече тя е говорела на руски.
В интервю от 2010 г., когато е 85-годишна, тя заявява, че отказът на баща ѝ да ѝ позволи да учи изкуства и отношението му към Каплер са били двата пъти, когато Сталин „счупил живота ѝ“ и че той я обичал, но е бил „много прост, груб и жесток човек“. На пресконференция в Ню Йорк дали е съгласна с управлението на баща си, тя казва, че не одобрява много от неговите решения, но също така отбеляза, че отговорността за тях също е на комунистическия режим като цяло.
В последните си години Светлана Алилуева живее в старчески дом близо до град Мадисън (Уисконсин) под името Лана Питърс. Умира на 22 ноември 2011 г. на 86-годишна възраст в старчески дом в Ричланд (Уисконсин, САЩ) от рак на дебелото черво. Смъртта на Алилуева е обявена на 28 ноември във вестник „Ню Йорк Таймс“. В същото време говорител на общината съобщава пред репортери, че погребалното бюро на Ричланд не разполага с данни около нейната смърт или място за погребение. Собственикът на местен погребален дом казва пред репортери, че преди няколко месеца дъщерята на Лана Питърс пристига в Ричланд, за да изготви документи в случай на смъртта на майка ѝ и по нейно желание тялото на Светлана Алилуева е кремирано и изпратено в Портланд, Орегон. Датата и мястото на погребението са неизвестни.
През ноември 2012 г. става известно, че ФБР е разсекретило досието на Светлана Алилуева; от документите следва, че американските разузнавателни служби са наблюдавали живота на дъщерята на Сталин в САЩ.
Светлана Алилуева става известна с мемоарните си книги, в които разказва за баща си, семейството и родината. Публикувани са нейни преводи, издавани в СССР, САЩ, Великобритания, Индия, Русия, Грузия.

## За нея
- Рафаэль Гругман, Светлана Аллилуева. Пять жизней. Ростов: Феникс, 2012, ISBN 978-5-222-19440-9
- Рафаэль Гругман, Светлана Аллилуева – Пастернаку. Я перешагнула мой Рубикон Архив на оригинала от 2022-03-06 в Wayback Machine., Москва: Алгоритм, 2018, ISBN 978-5-906995-60-5
- Колесник А. Н., Дочь Сталина // Военно-исторический журнал, 1989, № 4, с. 87 – 96.